# Cordillera de Doña Rosa
La cordillera de Doña Rosa es un cordón de montañoso situado en la Región de Coquimbo que se eleva hasta los 4690 m y corre entre los ríos Hurtado y Los Molles, en la cuenca del río Limarí.: 303 
En Diccionario Geográfico de la República de Chile publicada en 1899, Francisco Solano Asta-Buruaga y Cienfuegos escribió sobre el lugar:
Doña Rosa.-—Sierra transversal de los Andes en el departamento de Ovalle, que parte de esta cordillera por los 30° 32' Lat. y baja hacia el O. á enlazarse con la de Guanta, formando una sucesión de alturas, cuyas vertientes del norte caen al río de Hurtado ó Guamalata y las del sur al de Rapel de este departamento y al Río Grande.

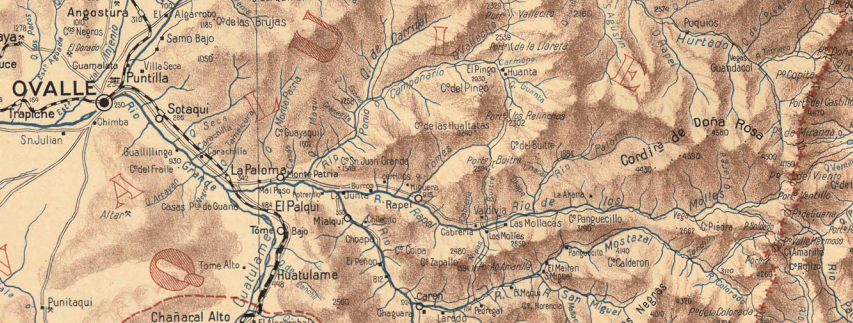
La cordillera de Doña Rosa al este de la ciudad de Ovalle, en el mapa de Chile de 1910, página 16 de Luis Risopatrón.
++++o Límite internacional (o son los hitos).
+-+-+ Límite provincial.
----- Límite departamental.